# Aisha Odeh
Aisha Odeh (Deir Jarir, Cisjordania, 1944) es una escritora y activista palestina. Integrante del Frente Popular para la Liberación de Palestina (FPLP) participó en un atentado en 1969 en el que fallecieron dos israelíes y por lo que fue condenada ese mismo año a dos cadenas perpetuas. Fue liberada en 1979 en el marco de un intercambio de prisioneros. Desde entonces, ha participado activamente en organizaciones palestinas y ha publicado tres libros, incluida una autobiografía en la que denuncia los abusos que sufrió durante su encarcelamiento. En 2015 recibió el Premio Ibn Rushd a la Libertad de Pensamiento.

## Primeros años de vida
Aisha Odeh nació en Deir Jarir, donde asistió a la escuela primaria. Completó sus estudios en la cercana Ramallah, donde obtuvo un diploma en educación en la Escuela Normal de Ramallah en 1966. Al terminar sus estudios trabajó como profesora de matemáticas y ciencias en la escuela secundaria para niñas Ein Yabrud.
Odeh se volvió políticamente activa en la escuela secundaria y se unió al Movimiento Nacionalista Árabe. Después de su disolución en 1967, continuó su activismo político con el Frente Popular para la Liberación de Palestina.

## Bombardeo y encarcelamiento
El 21 de febrero de 1969, Odeh colocó una bomba en un supermercado de Jerusalén que causó la muerte de dos estudiantes israelíes. Preparó el atentado junto a Rasmea Odeh (sin parentesco), quien eligió el objetivo y exploró el lugar.
El 1 de marzo de 1969, Aisha Odeh fue arrestada por las fuerzas israelíes y, poco después, la casa de sus padres fue volada por el ejército israelí como aplicación de un castigo colectivo. El 21 de diciembre de 1970, fue sentenciada por un tribunal militar israelí en Lod a dos cadenas perpetuas. Odeh estuvo detenida en Neve Tirtza (Ramleh en árabe), la única prisión de mujeres existente en Israel,  cuya experiencia detalla en sus memorias, أحلام بالحرية ( Sueños de libertad ), incluidas las acusaciones de violencia sexual, acoso y violación por parte de sus captores israelíes.
Durante su paso por la cárcel de Neve Tirza  ejerció un importante liderazgo entre las presas palestinas. En ese periodo llevaron a cabo acciones de desobediencia y protestas reclamando la separación de las reclusas comunes israelíes, con el fin de reivindicar su carácter de presas políticas, al tiempo que se sumaron a los llamamientos a la huelga lanzados desde las cárceles masculinas por parte de los presos palestinos.
El 14 de marzo de 1979, Odeh fue liberada como parte de un acuerdo de intercambio de prisioneros y expulsada a Jordania. Regresó a Ramallah el 24 de noviembre de 1994 después de la firma de los Acuerdos de Oslo.

## Carrera de escritora
Aisha Odeh ha publicado tres libros: su autobiografía en dos partes como أحلام بالحرية (Sueños de libertad ; 2004) y ثمناً للشمس (El precio del sol ; 2012), y la colección de cuentos يوم مختلف (Un día diferente ; 2007).
En 2015, Odeh, con 71 años, recibió el Premio Ibn Rushd a la Libertad de Conciencia. El Premio Ibn Rushd 2015 buscaba: «Un autor de una obra de literatura carcelaria que estimulase un amplio debate público sobre la situación de los presos políticos, que mostrase la opresión y la violación de los derechos humanos y que exigiera el derecho a la libertad y la dignidad humana en el mundo árabe». Para Odeh este premio representó un importante reconocimiento y una gran emoción que comparó con la que experimentó cuando fue liberada de la prisión.

## Membresías organizacionales
Aisha Odeh ha sido miembro del Consejo Nacional Palestino desde 1981 y de la Unión de Escritores Palestinos desde 2005. Entre 1985 y 2007 fue miembro del consejo administrativo de la Unión General de Mujeres Palestinas. Asimismo, fue parte del comité central del Frente Democrático para la Liberación de Palestina entre 1989 y 1991.
En 2002 fundó la Sociedad de Mujeres de Deir Jarir y en 2010 la Asociación de Mujeres Encarceladas por su Libertad, ostentando el cargo de presidenta de ambas entidades. También fundó el Foro Cultural de Ascalón en 2011 del que continúa siendo miembro. Entre 2006 y 2010 fue vicepresidenta del Foro de Jóvenes Artistas. Odeh participa activamente en conferencias y actividades culturales en escuelas secundarias, universidades y centros juveniles.

## Apariciones en documentales
Aisha Odeh intervino en el documental de 2004, Women in Struggle, donde relata su participación en el atentado de 1969. Fue entrevistada para el documental de 2007, Tell Your Tale, Little Bird, sobre la participación de las mujeres en la resistencia palestina.